# Ogataea ramenticola
Ogataea ramenticola är en svampart som först beskrevs av Kurtzman, och fick sitt nu gällande namn av Kurtzman & Robnett 20 10. Ogataea ramenticola ingår i släktet Ogataea och familjen Pichiaceae.   Inga underarter finns listade i Catalogue of Life.